# Lize Marke
Lize Marke, nata Liliane Couck (1º dicembre 1936), è una cantante belga.
Ha partecipato all'Eurovision Song Contest 1965 con il brano Als Het Weer Lente Is, in rappresentanza del Belgio, classificandosi tuttavia all'ultimo posto.